# BFM TV
BFM TV es una cadena de televisión privada francesa, especializada en la emisión de información en continuo, filial del grupo RMC BFM. El canal puede verse a través de la TDT Francesa, satélite, cable e IPTV.

## Historia
BFM TV fue lanzada por el grupo NextRadioTV como una rama de BFM Radio, que se centró exclusivamente en los negocios y la economía el 14 de diciembre de 2004. BFM son las siglas de business FM, el nombre original de BFM Business. Su emisión fue aprobada por el Consejo Superior Audiovisual de Francia (CSA) el 5 de mayo de 2005 y comenzó a emitir el 28 de noviembre de 2005. Alain Weill es el presidente y CEO desde 2005.
El "pequeño canal de noticias independiente" llegó a ser uno de los medios más influyentes de Francia por distinguirse con un formato diferente apostando por la información en directo a diferencia del resto de canales. En junio de 2008 se convirtió en el canal de noticias más importante de Francia y con una cuota de pantalla del 1,8 % a nivel nacional a partir de mediados de 2012, superando en gran medida a su primer competidor I-Télé, con un 0,7 % de cuota. Como los resultados y los ingresos por publicidad aumentaron, el presupuesto alcanzó un máximo de 50 millones de € en 2011 en comparación con los 15 millones de € en 2006.

### Lanzamiento del proyecto
El 14 de diciembre de 2004, el proyecto BFM TV se lanzó oficialmente por el grupo NextRadio (luego rebautizado NextRadioTV), ofreciendo un canal de noticias de forma continua con la programación dedicada a las noticias, incluyendo la información económica y financiera.
Tras una cuenta atrás que comenzó en la mañana del 28 de noviembre de 2005, BFM TV inauguró oficialmente sus emisiones a las 18 horas por TNT, cable, satélite e Internet.
En sus primeros años de emisión, los fines de semana solo emitía noticias a través de imágenes excepto los boletines de cada media hora.

## Identidad Visual

### Logotipo

Logotipo de BFM TV desde 2016. (1 año)

### Eslogan
- De noviembre de 2005 a junio de 2007 : "BFM TV, la nouvelle chaîne de l'info"
- De 2007 a 2010 : "BFM TV, priorité au direct"
- De 2011 a 2017 : "BFM TV, première chaîne d'info de France"[2]
- Desde 2017 : "BFM TV, première sur l'info"

## Programación
BFM TV es un canal de informativos las 24 horas. El canal emite información de forma continua. Tiene informativos sobre política, deportivos, económicos y otros.

### Parrilla
| Hora  | Lunes-Jueves                       | Viernes                            | Sábado                             | Domingo                            |
| ----- | ---------------------------------- | ---------------------------------- | ---------------------------------- | ---------------------------------- |
| 00:00 | Le journal de la nuit              | Le journal de la nuit              | Le journal de la nuit              | Le journal de la nuit              |
| 00:30 | Le journal de la nuit (Repetición) | Le journal de la nuit (Repetición) | Le journal de la nuit (Repetición) | Le journal de la nuit (Repetición) |
| 04:30 | Première édition                   | Première édition                   | Première édition (Repetición)      | Première édition (Repetición)      |
| 06:00 | Première édition                   | Première édition                   | Week-end Première                  | Week-end Première                  |
| 08:30 | Bourdin Direct                     | Bourdin Direct                     | Week-end Première                  | Week-end Première                  |
| 09:00 | Non Stop                           | Non Stop                           | Week-end Première                  | Week-end Première                  |
| 10:00 | Non Stop                           | Non Stop                           | Non Stop                           | Non Stop                           |
| 12:00 | Midi-15h                           | Midi-15h                           | Priorité au décryptage             | Non Stop                           |
| 13:00 | Midi-15h                           | Midi-15h                           | 7 jours BFM                        | Non Stop                           |
| 15:00 | non Stop                           | non Stop                           | Non Stop                           | Non Stop                           |
| 17:00 | non Stop                           | non Stop                           | Priorité au décryptage             | Non Stop                           |
| 18:00 | BFM Story                          | BFM Story                          | 7 jours BFM                        | BFM Politique                      |
| 19:00 | 19H Rulk Elklief                   | 19H Rulk Elklief                   | 7 jours BFM                        | BFM Politique                      |
| 20:00 | 20H Politique                      | 20H Week-end                       | 20H Week-end                       | 20H Week-end                       |
| 20:30 | 20H30 Live                         | 20H Week-end                       | 20H Week-end                       | 20H Week-end                       |
| 21:00 | News et Compagnie                  | News et Compagnie                  | 7 jours BFM                        | Et em même temps                   |
| 22:00 | Grand Angle                        | Week-end Direct                    | 7 jours BFM                        | Et em même temps                   |
| 22:30 | Grand Angle                        | Week-end Direct                    | Week-end Direct                    | Week-end Direct                    |

## Organización

### Dirigentes
Presidente-director general :
- desde noviembre de 2005 : Alain Weill

Director de información audiovisual de NextRadioTV (RMC, BFM Radio y BFM TV) :
- desde diciembre de 2008 : Guillaume Dubois

Director de la redacción :
- de noviembre de 2005 a septiembre de 2009 : Guillaume Dubois
- de septiembre de 2009 a julio de 2010 : Patrick Roger
- a partir de septiembre de 2010 : Hervé Béroud

Director general adjunto a cargo de emisiones y de administración :
- de julio de 2005 a septiembre de 2007: Grégory Samak

Jefe de Servicio político :
- Camille Langlade

En el momento de su creación BFM TV contaba con 60 periodistas, a finales de 2008 BFM TV contaba con 200 colaboradores de los cuales 150 eran periodistas.

### Capital
Desde su creación en 2005, BFM TV pertenece al grupo NextRadioTV, igualmente propietaria de BFM Business y de la radio informativa RMC.
Después de la salida de Patrick Le Lay del grupo TF1, la hipótesis de un acercamiento entre BFM TV y LCI cobra fuerza en los medios. En febrero de 2008, el diario Le Monde precisó que "algunos dentro de TF1 no excluyen la posibilidad de mantener conversaciones de cara a una fusión con uno de sus competidores directos en la televisión en abierto (BFM TV o I-Télé).
En julio de 2015, Alain Weill acepta "aliarse con un grupo importante" y se une al grupo Altice de Patrick Drahi.

## Audiencias
|      | Enero | Febrero | Marzo | Abril | Mayo  | Junio | Julio | Agosto | Septiembre | Octubre | Noviembre | Diciembre | Media Anual |
| ---- | ----- | ------- | ----- | ----- | ----- | ----- | ----- | ------ | ---------- | ------- | --------- | --------- | ----------- |
| 2007 |       |         |       | 0,2 % | 0,2 % | 0,2 % | 0,2 % | 0,2 %  | 0,2 %      | 0,2 %   | 0,2 %     | 0,3 %     | 0,2 %       |
| 2008 | 0,3 % | 0,3 %   | 0,3 % | 0,3 % | 0,4 % | 0,4 % | 0,5 % | 0,5 %  | 0,5 %      | 0,5 %   | 0,5 %     | 0,5 %     | 0,4 %       |
| 2009 | 0,5 % | 0,6 %   | 0,7 % | 0,7 % | 0,6 % | 0,9 % | 0,8 % | 0,7 %  | 0,7 %      | 0,6 %   | 0,6 %     | 0,7 %     | 0,7 %       |
| 2010 | 0,8 % | 0,7 %   | 0,8 % | 0,8 % | 0,8 % | 0,9 % | 0,9 % | 0,9 %  | 0,8 %      | 1,0 %   | 0,9 %     | 1,1 %     | 0,9 %       |
| 2011 | 0,9 % | 1,1 %   | 1,6 % | 1,3 % | 1,8 % | 1,5 % | 1,5 % | 1,6 %  | 1,5 %      | 1,7 %   | 1,4 %     | 1,4 %     | 1,4 %       |
| 2012 | 1,5 % | 1,6 %   | 2,1 % | 1,8 % | 2,1 % | 2,0 % | 1,8 % | 1,7 %  | 1,8 %      | 1,7 %   | 1,9 %     | 1,8 %     | 1,8 %       |
| 2013 | 1,9 % | 1,7 %   | 1,8 % | 1,9 % | 1,8 % | 1,9 % | 2,2 % | 2,0 %  | 2,0 %      | 1,9 %   | 1,9 %     | 1,9 %     | 1,9 %       |
| 2014 | 2,0 % | 1,7 %   | 2,2 % | 2,1 % | 2,0 % | 2,1 % | 2,1 % | 2,1 %  | 2,3 %      | 2,0 %   | 1,9 %     | 1,9 %     | 2,0 %       |
| 2015 | 3,0 % | 1,8 %   | 2,3 % | 1,9 % | 1,8 % | 2,0 % | 2,1 % | 2,0 %  | 2,0 %      | 2,0 %   | 3,6 %     | 2,2 %     | 2,2 %       |
| 2016 | 2,0 % | 1,9 %   | 2,2 % | 1,8 % | 2,2 % | 2,5 % | 2,8   | 2,8 %  | 2,1 %      | 2,3 %   | 3,1 %     | 2,4 %     | 2,3 %       |
| 2017 | 2,5 % | 2,6 %   | 2,9 % | 3,7 % | 3,4 % | 3,0 % | 2,5 % | 2,4 %  | 2,7 %      | 2,2 %   | 2,1 %     | 2,5 %     | 2,7 %       |
| 2018 | 2,2 % | 2,5 %   | 2,4 % | 2,5 % | 2,3 % | 2,3 % | 2,5 % | 2,3 %  |            |         |           |           |             |

Fuente : Médiamétrie
Fondo verde : Mejor dato histórico.

Fondo rojo : Peor dato histórico.

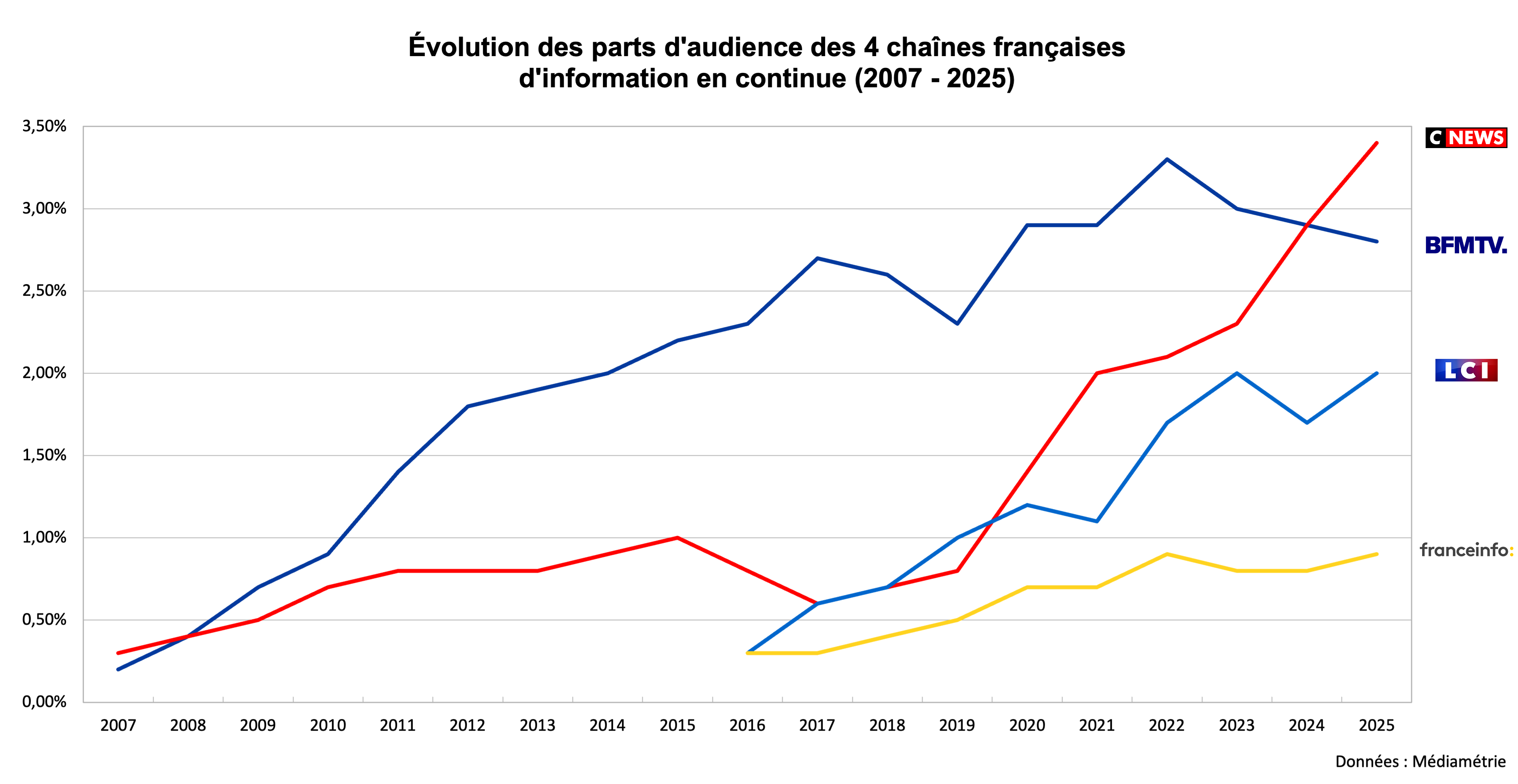
Audiencias BFM TV, CNEWS, LCI, France Info

BFM TV es el canal de información en continuo más seguido de la televisión francesa según datos del instituto de mediciones Médiamétrie. Sus competidores directos son CNews, LCI y el recién creado France Info (canal de televisión).